# Tachygyna coosi
Tachygyna coosi är en spindelart som beskrevs av Alfred Frank Millidge 1984. Tachygyna coosi ingår i släktet Tachygyna och familjen täckvävarspindlar. Inga underarter finns listade i Catalogue of Life.